# Tour de Pologne 1959
16. edycja wyścigu kolarskiego Tour de Pologne odbyła się w dniach 21–31 sierpnia 1959. Rywalizację rozpoczęło 80 kolarzy, a ukończyło 41. Łączna długość wyścigu – 1621 km.
Pierwsze miejsce w klasyfikacji generalnej zajął Wiesław Podobas (Legia Warszawa), drugie Stanisław Gazda (Flota Gdynia), a trzecie Dick Enthoven (Holandia).
Sensacją było zwycięstwo na IX etapie ostatniego wówczas zawodnika wyścigu Wiesława Prygla. Zawodnik ten uzyskał na tym etapie przeciętną prędkość 45,4 km/h, co stanowiło rekord wszystkich dotychczasowych Wyścigów Dookoła Polski. Sędzią głównym wyścigu był Bronisław Strychalski.

## Etapy
| Etap      | Data        | Start – meta          | Długość (km) | Zwycięzca etapu    | Lider           |
| I etap    | 21 sierpnia | Warszawa – Toruń      | 206          | Henryk Kowalski    | Henryk Kowalski |
| II etap   | 22 sierpnia | Chełmża – Gdynia      | 183          | Janusz Paradowski  | Huup Ziverberg  |
| III etap  | 23 sierpnia | Gdynia – Słupsk       | 136          | Henryk Komuniewski | Wiesław Podobas |
| IV etap   | 23 sierpnia | Słupsk – Koszalin     | 67           | Stanisław Bugalski | Wiesław Podobas |
| V etap    | 24 sierpnia | Koszalin – Szczecin   | 178          | Dick Enthoven      | Wiesław Podobas |
| VI etap   | 25 sierpnia | ulicami Szczecina     | 109          | Janusz Paradowski  | Wiesław Podobas |
| VII etap  | 27 sierpnia | Szczecin – Piła       | 181          | Huup Ziverberg     | Wiesław Podobas |
| VIII etap | 28 sierpnia | Piła – Kalisz         | 194          | Janusz Paradowski  | Wiesław Podobas |
| IX etap   | 29 sierpnia | Kalisz – Pabianice    | 100          | Wiesław Prygiel    | Wiesław Podobas |
| X etap    | 30 sierpnia | Pabianice – Włocławek | 101          | Wiesław Podobas    | Wiesław Podobas |
| XI etap   | 31 sierpnia | Włocławek – Warszawa  | 166          | Manfred Brüning    | Wiesław Podobas |

## Końcowa klasyfikacja generalna

### Klasyfikacja indywidualna
| Poz. | Zawodnik           | Kraj     | Zespół             | Czas (średnia km/h)       |
| ---- | ------------------ | -------- | ------------------ | ------------------------- |
| 1.   | Wiesław Podobas    | Polska   | Legia Warszawa     | 40h 53' 38" (39,639 km/h) |
| 2.   | Stanisław Gazda    | Polska   | Flota Gdynia       | +13' 08"                  |
| 3.   | Dick Enthoven      | Holandia | Holandia           | +20' 44"                  |
| 4.   | Günther Oldenburg  | NRD      | NRD                | +20' 57"                  |
| 5.   | Andrzej Piechaczek | Polska   | Odra Brzeg         | +23' 28"                  |
| 6.   | Janusz Paradowski  | Polska   | Warszawianka       | +26' 01"                  |
| 7.   | Huup Ziverberg     | Holandia | Holandia           | +28' 44"                  |
| 8.   | Manfred Brüning    | NRD      | NRD                | +30' 32"                  |
| 9.   | Henryk Komuniewski | Polska   | Kolejarz Sosnowiec | +32' 53"                  |
| 10.  | Jörg Grünzig       | NRD      | NRD                | +32' 59"                  |

### Klasyfikacja drużynowa
Klasyfikacji drużynowej nie przeprowadzano.